# Ophiodromus microantennatus
Ophiodromus microantennatus är en ringmaskart som först beskrevs av Anne D. Hutchings och Murray 1984.  Ophiodromus microantennatus ingår i släktet Ophiodromus och familjen Hesionidae. Inga underarter finns listade i Catalogue of Life.